# Viitorul continuu în limba engleză
The Future Continuous sau The Future Tense Perfect este un timp verbal al limbii engleze actuale. În limba română poartă numele de Viitorul continuu.
Acest timp exprimă:
- o acțiune care va fi în desfășurare într-un moment bine definit din viitor, marcat de obicei printr-un complement circumstanțial de timp, de exemplu: this afternoon, tomorrow, then[1].
- o acțiune care se va petrece în viitor într-un timp mai îndelungat.
- dacă sunt două evenimente care se desfășoară în același timp, atunci acțiunea care durează timp mai îndelungat va fi pus în forma viitorului continuu.

#### Exemple de conjugări
I will be sleeping*.
 
you will be sleeping.
 
he/she/it will be sleeping.
 
we will be sleeping*.
 
you will be sleeping.
 
they will be sleeping.

will-verb auxiliar
(în trecut în loc de will se folosea shall) 

## Forma interogativă și negativă
Forma negativă

I won’t be sleeping* (will not)
 
you will not be sleeping.
 
he/she/it won’t be sleeping.
 
we won’t be sleeping.* 

you won’t be sleeping. 

they won’t be sleeping. 

Forma interogativă
Will + S + be + V-ing